# Scaligerburg (Sirmione)
Die Scaligerburg (italienisch Castello Scaligero) in Sirmione ist eine Wasserburg in der gleichnamigen italienischen Gemeinde am Südufer des Gardasees in der Provinz Brescia. Sie ist eine der außergewöhnlichsten militärarchitektonischen Anlagen des 14. Jahrhunderts in Italien, die relativ unverändert erhalten geblieben ist.

## Lage
Die Burg liegt auf der etwa vier Kilometer in den Gardasee ragenden Halbinsel von Sirmione an einer leicht zu verteidigenden Stelle. Sie wurde an einer etwas mehr als 200 m breiten Stelle an der Ostseite der Halbinsel errichtet und liegt, vom Südufer des Sees kommend, am Beginn des historischen Ortskerns von Sirmione. Die Lage am Ortsrand wurde dabei bewusst gewählt und ist Charakteristikum für Burgen, die unter den verschiedenen Signorie in Ober- und Mittelitalien im 14. Jahrhundert errichtet wurden. Die Randlage unterstreicht das Misstrauen des herrschenden Adels vor dem einfachen Volk, so dass der Burg in Sirmione die doppelte Aufgabe zukam, ihre Burgherrn vor Angriffen von außen und zugleich vor Übergriffen aus der Bevölkerung zu schützen.

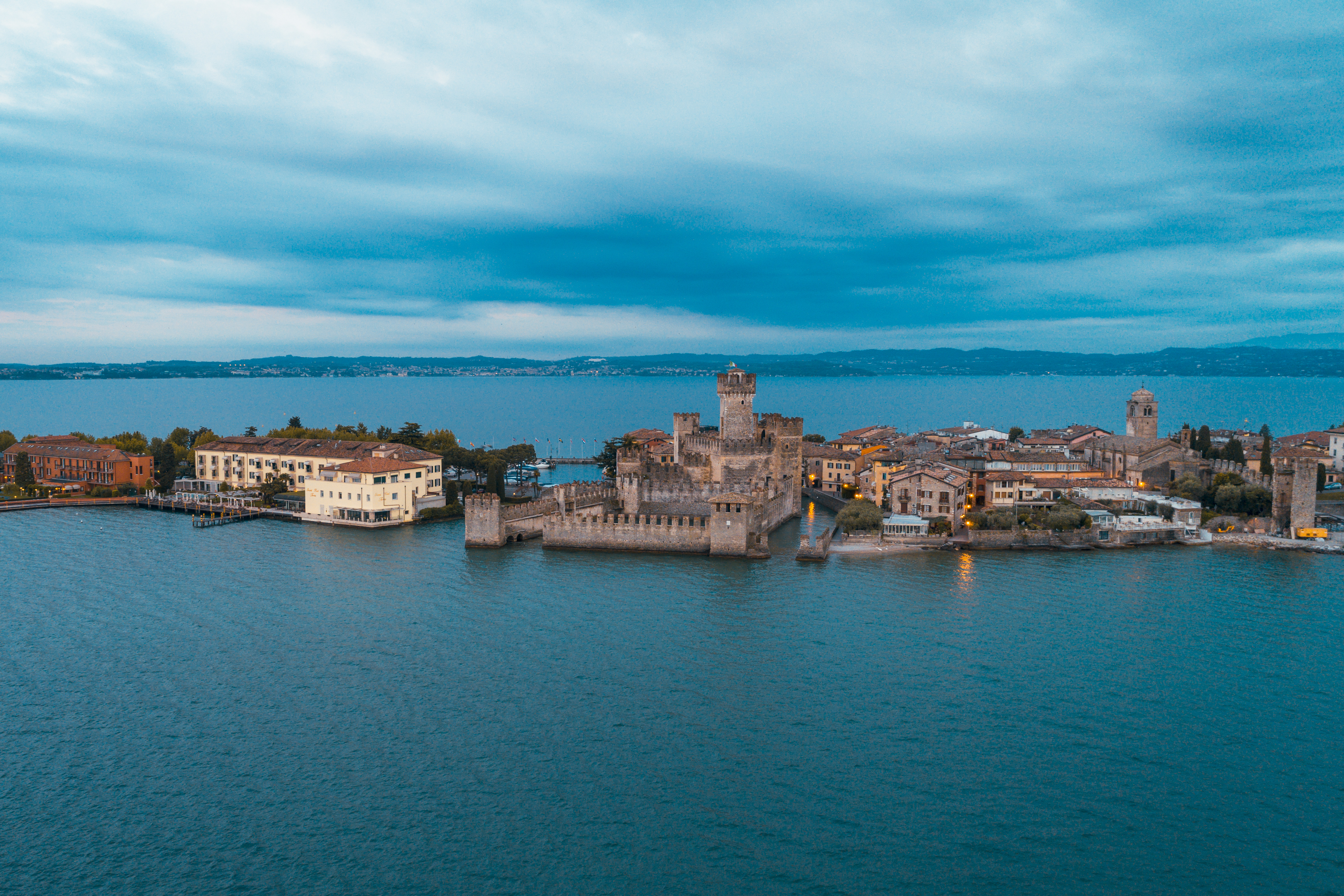
Die isolierte Lage der Scaligerburg am südöstlichen Rand des Ortskerns
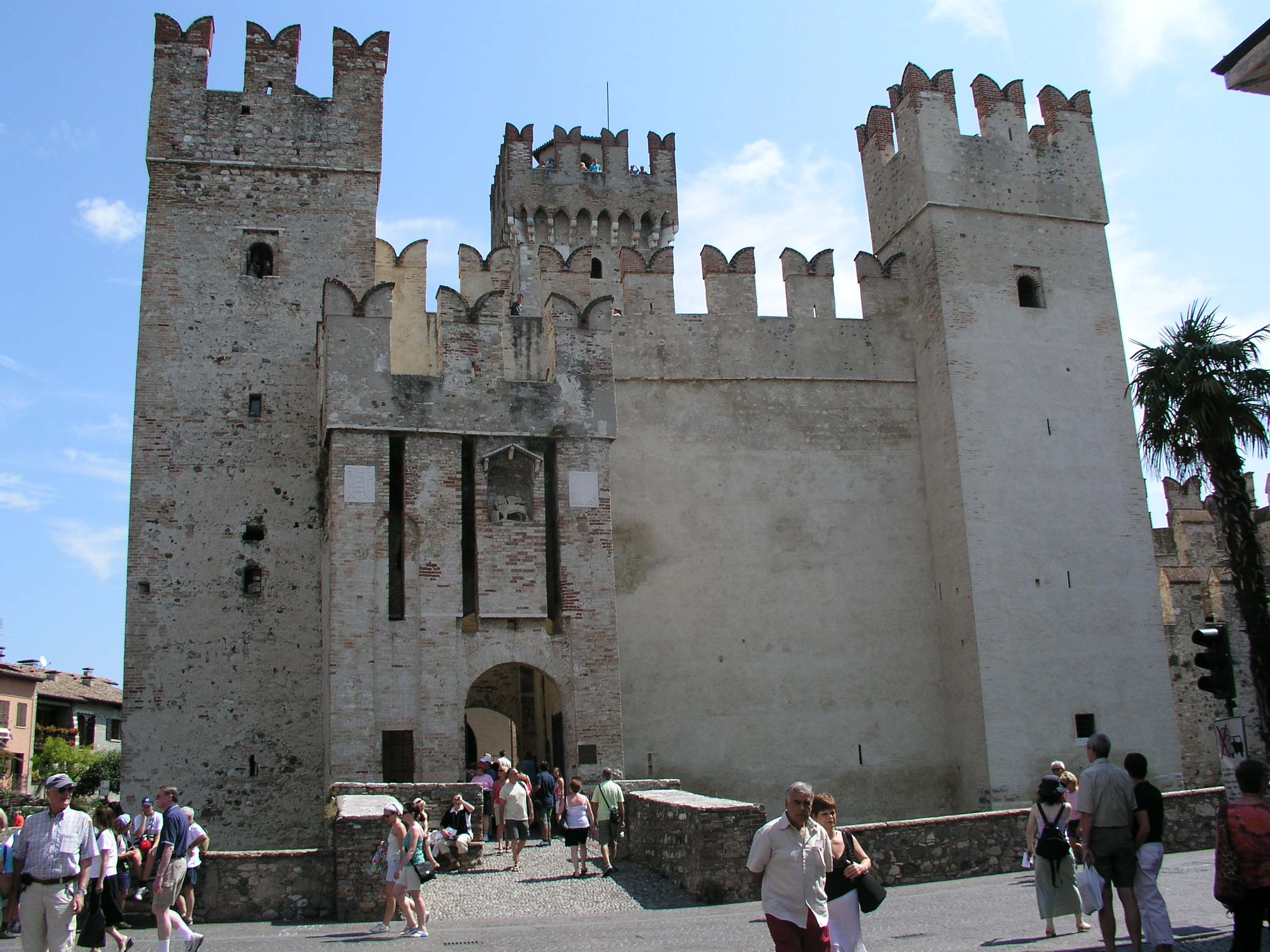
Westseite
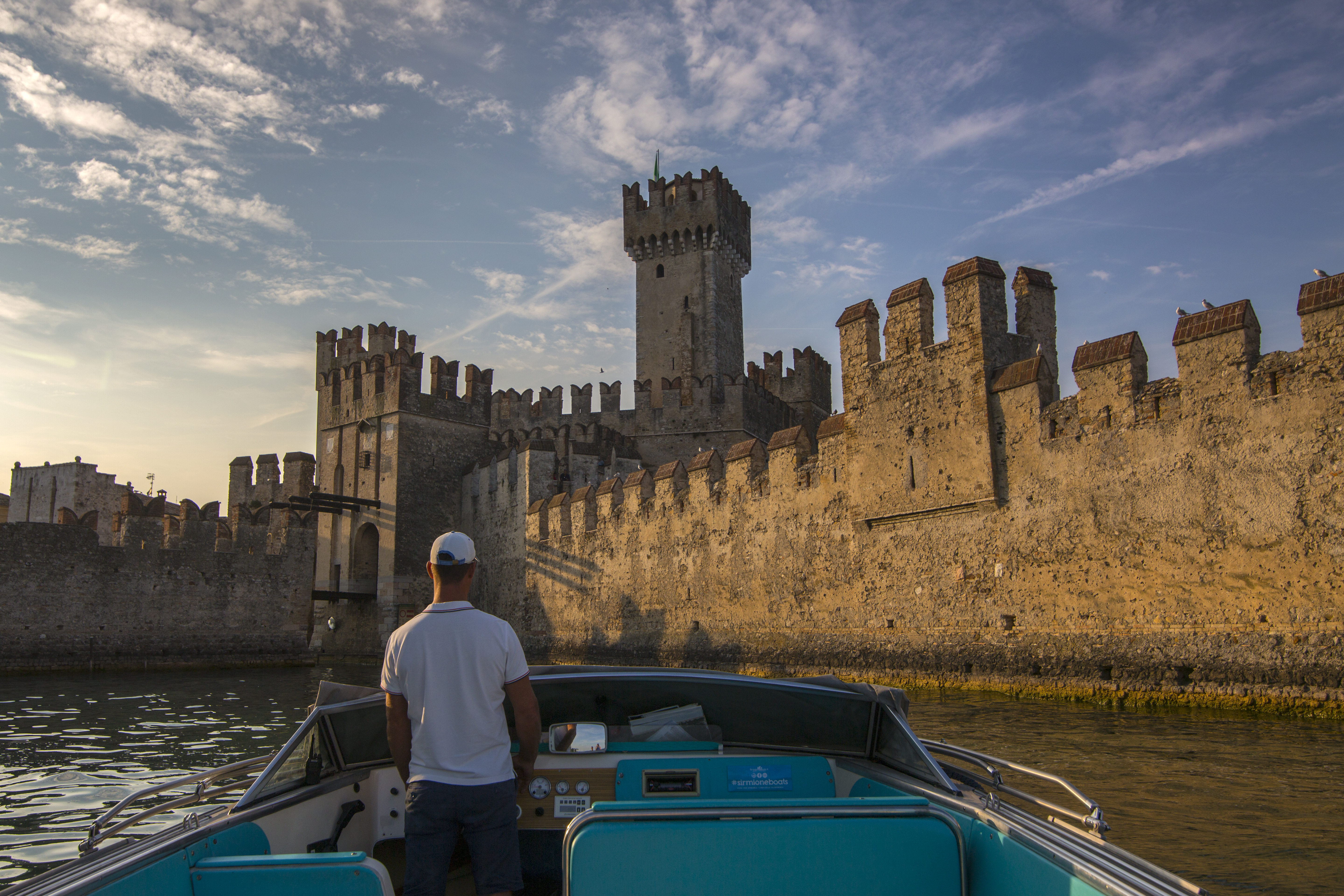
Südseite
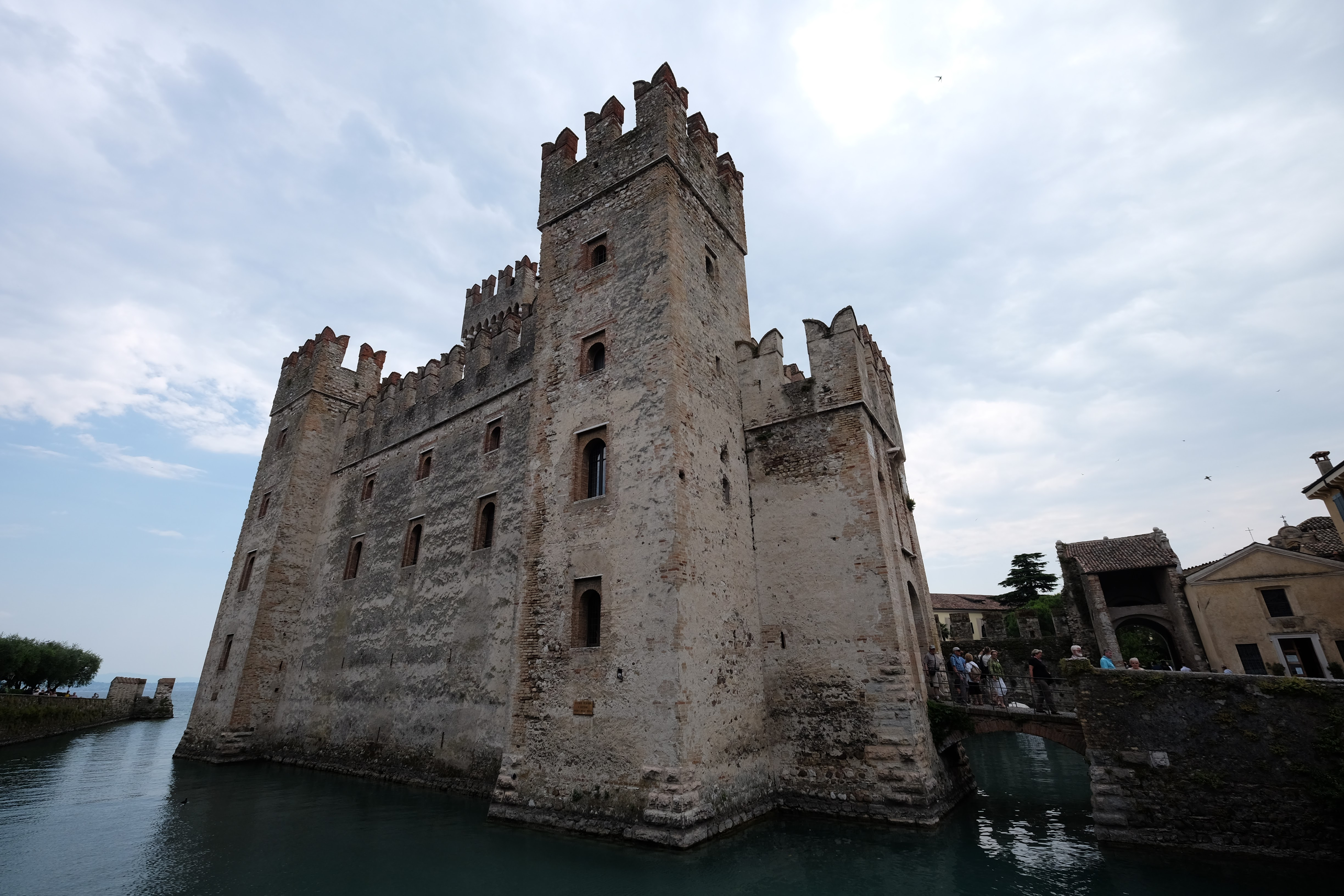
Nordseite
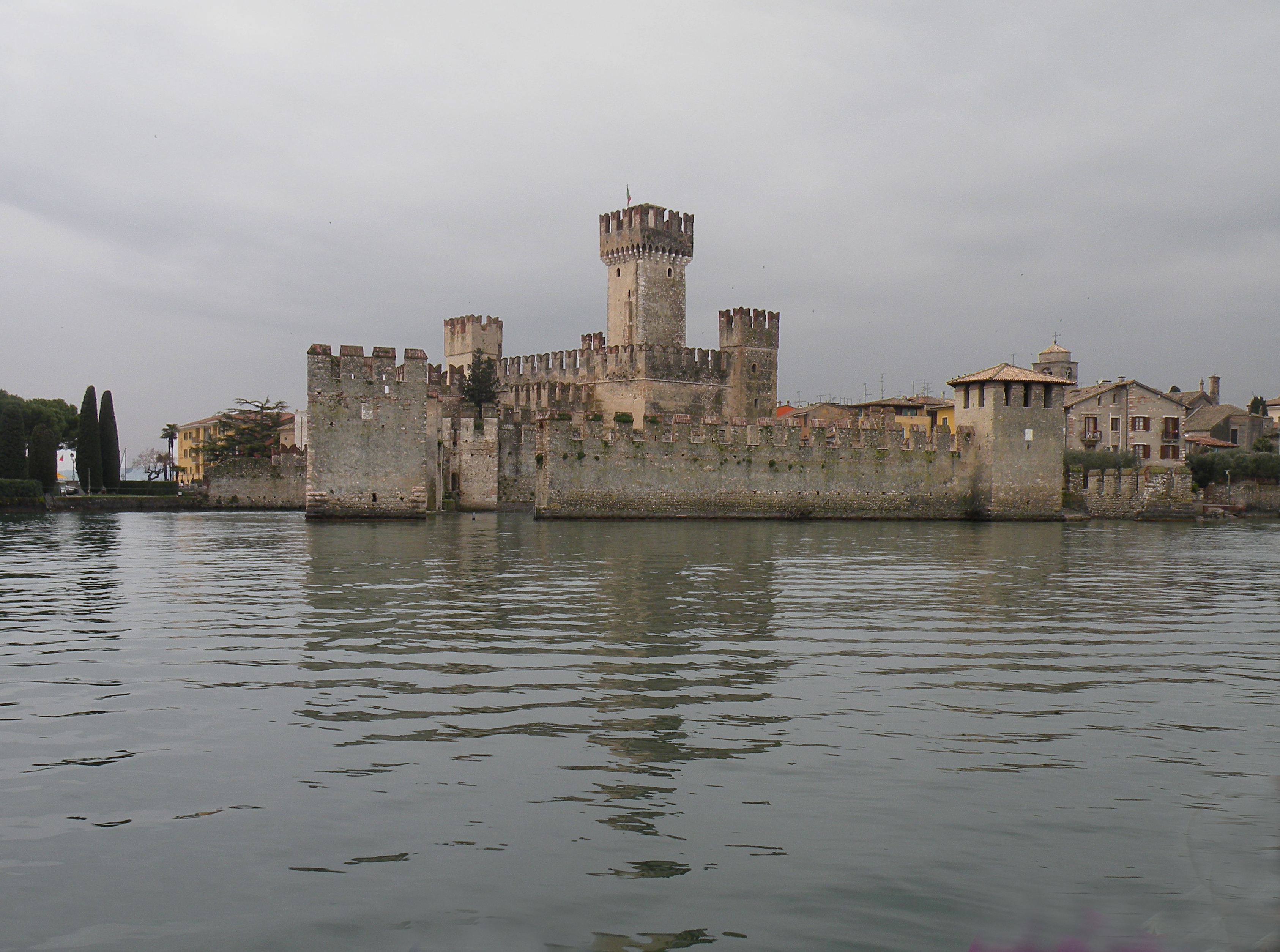
Ostseite mit Hafeneinfahrt

## Geschichte
Die Burg wurde 1409 erstmals als roche Sirmione urkundlich erwähnt, als der Doge Michele Steno die Einwohner Sirmiones aufforderte zum finanziellen Unterhalt der Burg mit beizutragen. Der Begriff Rocca bezeichnet im Italienischen eine auf einem Felsvorsprung errichtete Höhenburg. Auch wenn die Bezeichnung für die in Sirmione errichtete Anlage nicht zutreffend ist, wurde sie insbesondere zwischen dem 14. und 15. Jahrhundert als Rocca scaligera bezeichnet.
Über die Entstehungszeit der Burg liegen keine historischen Dokumente vor. Das im Frühmittelalter im 8. Jahrhundert urkundlich erwähnte Castrum Sermioni bezieht sich, wie es damals üblich war, auf den befestigten Ort und beweist nicht die Existenz einer schon zu dieser Zeit bestehenden Burganlage. Umstritten ist, ob die Burg auf den Resten des römischen Hafens von Sirmione errichtet wurde oder nicht.
Die Entstehung wird je nach Autor unterschiedlich datiert. Einige führen die Errichtung der Burg infolge des von Mastino I. della Scala unterstützten und von seinem Bruder Alberto I. della Scala 1276 angeführten Feldzuges gegen die in Sirmione ansässigen Mitglieder der Katharer zurück und legen die Grundsteinlegung auf das Jahr 1277 zurück. Die gängigste Annahme ist, dass die Burg zwischen dem 13. und 14. Jahrhundert entstanden ist. Dabei wird davon ausgegangen, dass die Burg in mehreren Bauphasen beginnend unter Mastino I. und mit dem abschließenden Bau des Hafens im späten 14. Jahrhundert, womöglich bereits unter venezianischer Herrschaft, entstanden ist.
Die glaubhafteste Hypothese ist, dass die Burg in der zweiten Hälfte des 14. Jahrhunderts entstanden ist, was anhand der Bauelemente und der Bautechnik den größten Rückhalt findet. So sind beispielsweise die in der Scaligerburg eingesetzten Zugbrücken in Italien erst seit dem 14. Jahrhundert geläufig. Der Bau des Burghafens kann zwischen 1351 und 1375 angesiedelt werden. In diesem Zeitrahmen erhielten die Scaliger das Reichsvikariat über den Gardasee (1351) und kann das fast baugleiche Hafenbecken der Scaligerburg in Lazise (1375) datiert werden, was den Schluss zulässt, dass der Hafen unter der Herrschaft von Cansignorio della Scala oder seinem Nachfolger Antonio della Scala errichtet wurde. Auf Letzteren weisen auch die unkenntlich gemachten Steinwappen hin, die an den beiden Burgtoren, am Bergfried und an einigen Wehrtürmen angebracht sind. Das einzige eindeutig leserliche Wappen am westlichen Burgtor ist eine 1890 entstandene Nachbildung, wie sie im Original noch an der Scaligerburg in Torri del Benaco zu sehen ist. Dementsprechend kann davon ausgegangen werden, dass mit dem Bau der Bau möglicherweise bereits unter Cansignorio della Scala († 1375) begonnen, sie aber sicherlich unter Antonio della Scala (1363–1388) fertiggestellt wurde, wie es für die Scaligerburgen in Torri del Benaco, Lazise und Valeggio sul Mincio dokumentiert ist. Dabei kann nicht ausgeschlossen werden, dass innerhalb des in Frage kommenden Zeitraums der Bau in mehreren Bauphasen und unter verschiedener Bauleitung ausgeführt wurde.
Wenige Jahre nach Fertigstellung gelangte die Scaligerburg in den Besitz der Visconti, nachdem Gian Galeazzo Visconti 1387 die Herrschaft über Verona an sich gerissen und Antonio della Scala vertrieben hatte. Aber bereits 1405 wechselte die Burg, nach einem kurzen Restaurationsversuch der Scaliger durch Guglielmo della Scala 1404, erneut den Besitzer und wurde Teil der Serenissima Repubblica di Venezia. Nach der Niederlage Venedigs in der Schlacht von Agnadello 1509 fiel Sirmione für einige Jahre unter die Herrschaft der Gonzaga. Bis zu diesem Zeitpunkt dürfte die Scaligerburg keine wesentlichen baulichen Veränderungen erlitten haben. Erst unter den Gonzaga fanden Arbeiten an Zinnen und Mauern statt. Überliefert ist der Besuch von Isabella d’Este 1514 auf der Burg, die aber aufgrund der spartanischen Ausstattung eine Übernachtung außerhalb der Scaligerburg vorzog.
Bereits 1515 kehrten die Venezianer nach Sirmione zurück und bestimmten bis zum Ende des 18. Jahrhunderts das Geschehen. Mit der Rückkehr Venedigs verlor die Scaligerburg endgültig ihre militärische Bedeutung, da die Serenissima Peschiera del Garda als militärischen Stützpunkt ausbaute. In der Folge wurde die Burg vor allem als Lager genutzt. Ein Dokument von 1600 zählt zwölf Büchsen, zwölf Hakenbüchsen und eine Kanone sowie eine Besatzung von 20 Soldaten auf.
Der Dornröschenschlaf in den die Burg verfiel, bewahrte sie vor wesentlichen baulichen Veränderungen und Anpassungen. Infolge des Friedens von Lunéville 1801 gelangte Sirmione zur Provinz Brescia, so dass die Scaligerburg in Sirmione heute die einzige Scaligerburg ist, die in der Provinz Brescia liegt. Während der napoleonischen Epoche wurde der Zwinger überdacht, der in den 1860er Jahren noch mit zwei Fenstern durchbrochen wurde, und unter den ab 1815 herrschenden Habsburgern der Palas aufgestockt. Nach dem Zweiten Italienischen Unabhängigkeitskrieg und dem Fall der Lombardei an das im Entstehen begriffene Königreich Italien 1859 wurde die Burg als Stützpunkt der italienischen Gardaseeflottille genutzt. Zwischen 1861 und 1917 wechselten sich Gemeinde und Staat mehrmals als Besitzer ab, da die Gemeinde zwar das Bauwerk nutzen wollte, aber immer Schwierigkeiten mit dem finanziellen Unterhalt hatte. Der verwahrloste Zustand und die von der Gemeinde unter anderem als Postamt, Gefängnis sowie als Unterkunft der in Sirmione stationierten Carabinieri genutzten Anlage ließen bei den staatlichen Denkmalschutzbehörden den Entschluss reifen, die Burg zu enteignen. Bestärkt wurden sie dabei auch von dem kommunalen Plan, das mittlerweile verlandete Hafenbecken der Burg in einen Garten zu verwandeln. Die 1911 eingeleitete Enteignung konnte 1917 abgeschlossen werden. Nach dem Ersten Weltkrieg begannen die ersten bedeutenden Restaurierungsarbeiten. Dabei wurden die in den 1860er Jahren vorgenommenen baulichen Änderungen wieder rückgängig gemacht, das Hafenbecken erneut ausgehoben und geflutet sowie die Brustwehren und Zinnen rekonstruiert.
Im Zweiten Weltkrieg wurde sie nach der deutschen Besetzung Italiens im September 1943 von deutschen Truppen beschlagnahmt. Nach dem Krieg diente sie erneut verschiedenen Zwecken. Zeitweise waren in der Burg das Gemeindearchiv und die Gemeindebibliothek untergebracht. 1975 fanden weitere umfangreiche Restaurierungsarbeiten statt, bei denen unter anderem die Zugbrücke am südlichen Burgeingang rekonstruiert wurde. 1976 übernahm die Soprintendenza in Brescia die Leitung der Burg. Ende der 1990er Jahre wurde die Westfassade restauriert, wobei die neue Verputzung auch Kritik hervorrief. 2015 übernahm der neu eingerichtete regionale Museumsverbund der Lombardei (it. Polo Museale Regionale della Lombardia) die Leitung der Scaligerburg. Unter dem Museumsverbund wurde die Scaligerburg umfangreich restauriert, so dass 2018 das Hafenbecken der Burg erstmals für Besucher zugänglich gemacht werden konnte.

## Beschreibung
Die von einem unbekannt gebliebenen Festungsbauingenieur im 14. Jahrhundert errichtete Scaligerburg besteht aus zwei Hauptelementen, der Hauptburg mit dem Bergfried und dem Hafen. Sie ist auf drei Seiten von einem mit Wasser gefüllten Burggraben umgeben, der mit dem Gardasee verbunden ist. An der Ostseite grenzt die Burg mit dem Hafenbecken direkt an den See. Die Burg war Eckpunkt des von den Scaligern um Sirmione angelegten Verteidigungssystems, bestehend aus der Stadtmauer, Wehrtürmen und Stadttoren. Im Gegensatz zur Burg ist der Großteil dieser Befestigung nicht mehr vorhanden. Erhalten geblieben ist das neben der Burg liegende Stadttor, das den Zugang von Süden abriegelte und eine ähnliche Bauweise aufweist, wie das nur wenige Meter weiter östlich gelegene südliche Burgtor. Das Stadttor wurde später abgeflacht und in Richtung Ortskern verlängert, die Zugbrücke 1876 durch eine Steinbrücke ersetzt. Ein anderes nach Norden hinausführende Stadttor ist baulich so verändert worden, dass es im Ortsbild fast nicht mehr auffällt. Die auffälligsten Reste der Scaliger-Mauer mit einem erhaltenen Wehrturm liegen an der Ostküste der Halbinsel, etwas nördlich der Burg in der Nähe der Pfarrkirche Santa Maria Maggiore, die selbst zum Teil in die Stadtmauer eingebettet ist.
Die Burg weist ohne den ummauerten Hafen eine Fläche von 4172 m² auf. Der westliche und nördliche Wassergraben ist zwischen 12 und 15 m breit, während er im Süden eine Weite von bis zu 25 m aufweist.

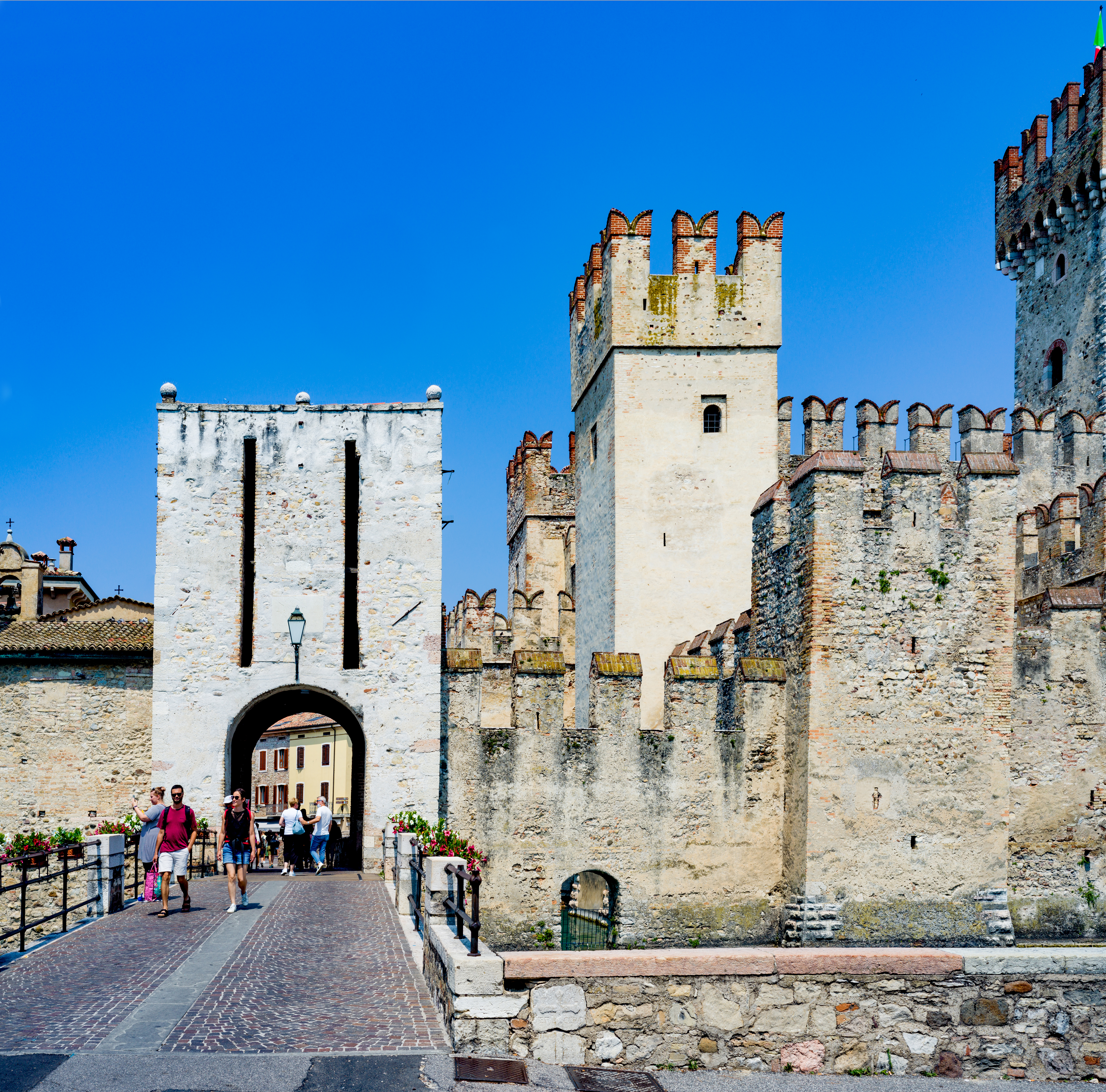
Südliches Stadttor verbunden mit der Scaligerburg
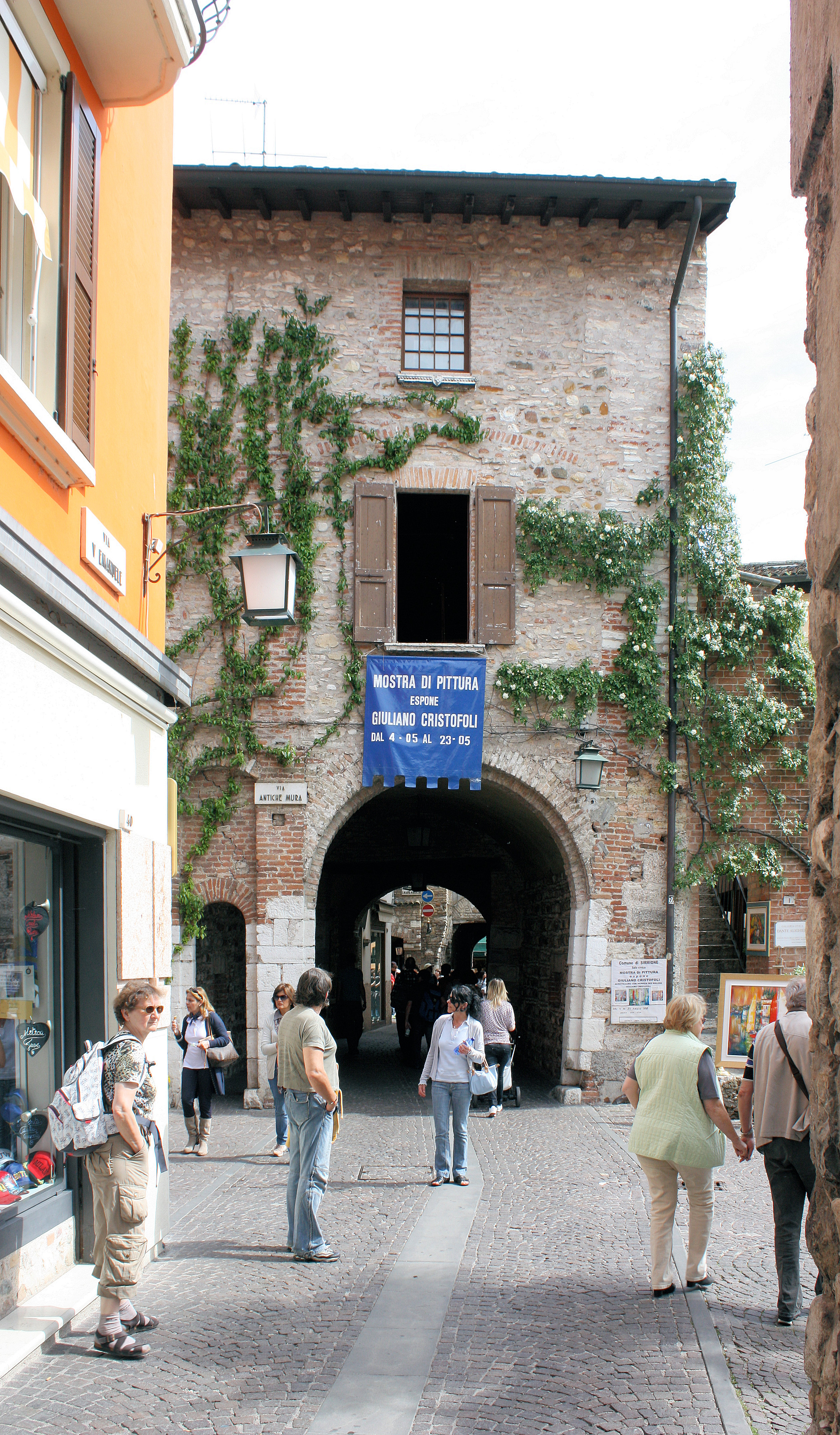
Das zweckent-fremdete nördliche Stadttor
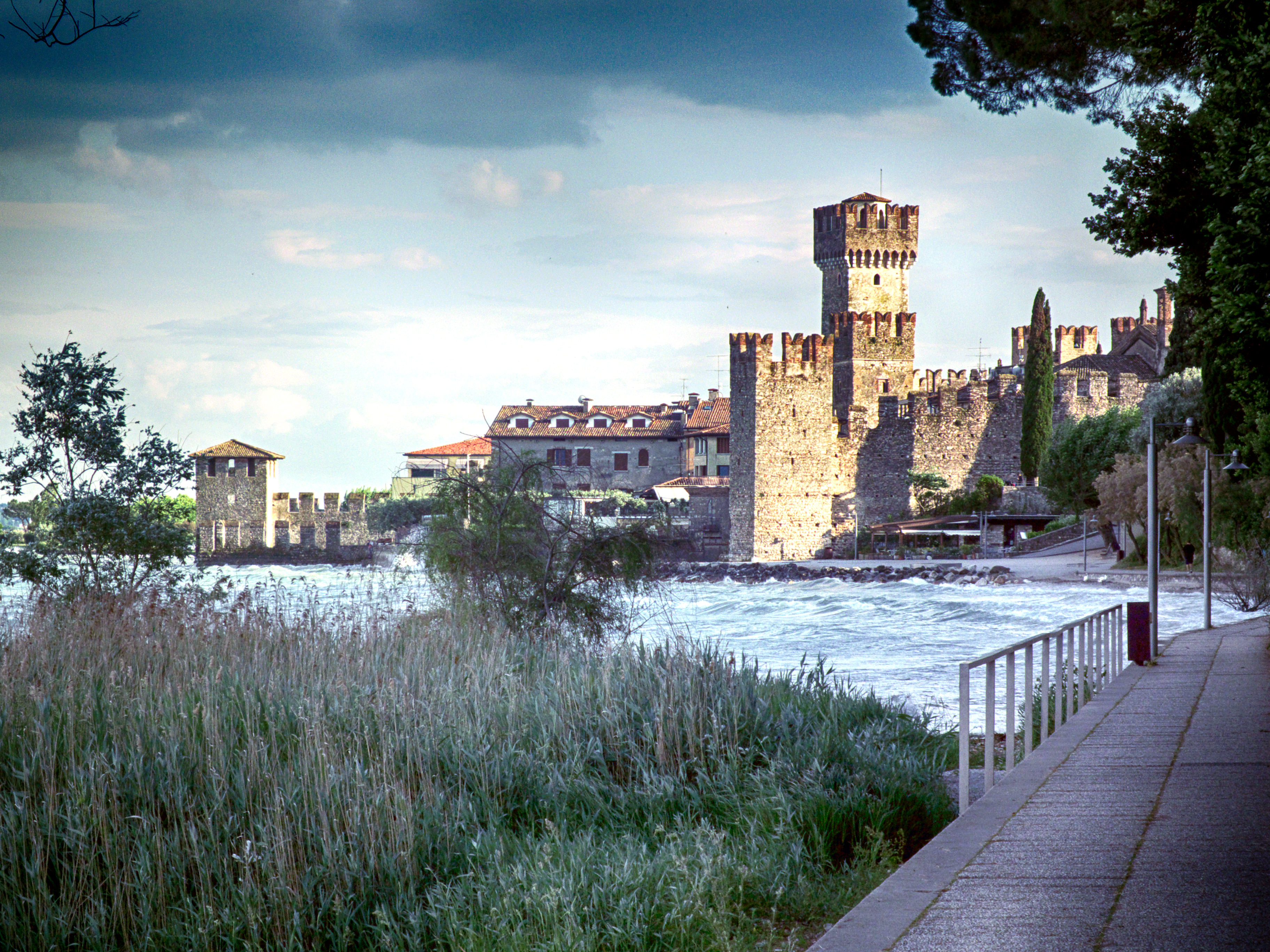
Wehrturm und Teile der Stadtmauer am Ostufer, dahinter die Burg
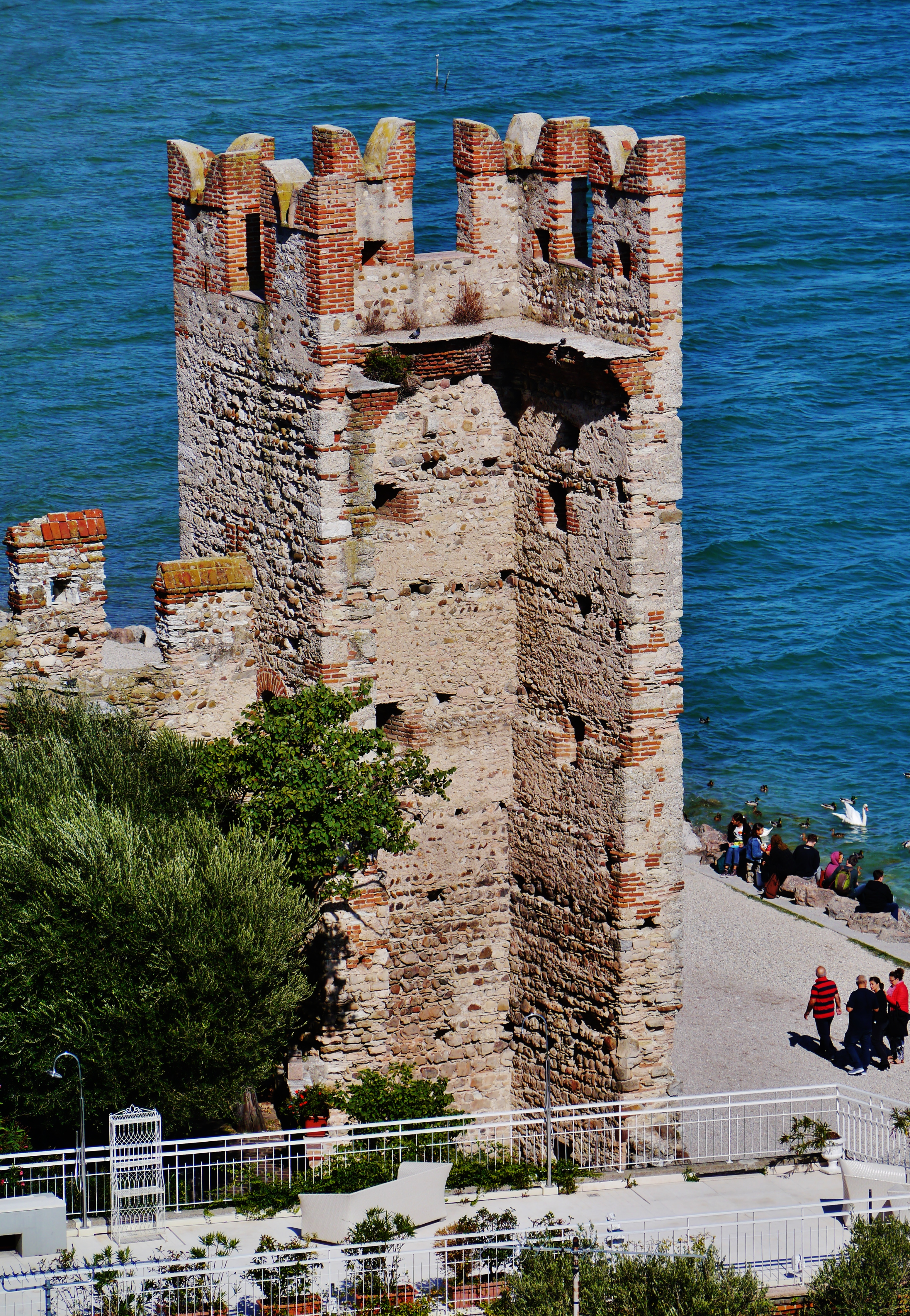
Der als Schalenturm errichtete Wehrturm am Ostufer

### Burgtore und Zwinger
Die Scaligerburg von Sirmione besitzt zwei Eingänge. Das westliche Burgtor an der Piazza Castello liegt hinter der Stadtmauer und bildet heute den einzigen Zugang zur Burg. An der Südseite liegt das besser erhalten aber für Besucher geschlossene Südtor. Hier ist der Zugbrückenvorbau an dem die Zugbrücke aufliegt ebenso noch vorhanden, wie auch die Zugbrücke, die nicht durch eine Steinbrücke, wie am Westtor ersetzt worden ist. Geschützt werden beide Eingänge von einem etwa 15 m hohen Ravelin, wobei das Ravelin am Südtor noch zusätzlich überdacht ist. An den Außenwänden der beiden Ravelins sind einige Steinwappen angebracht. Am Westtor findet sich das einzige noch erkennbare Wappen von Antonio della Scala, das allerdings eine Nachbildung von 1890 ist. Im gleichen Jahr wurde auch die steinerne Figur des Markuslöwen am Westtor angebracht.
Beide Eingänge verfügen über einen kleineren Nebeneingang mit einer eigenen Zugbrückenkonstruktion, der Fußgängern vorbehalten war. Da das Stadttor über keinen separaten Eingang für Fußgänger verfügt, kann davon ausgegangen werden, dass Fußgänger über die Burg in den Ort geführt wurden.
Während der westliche Ravelin direkt an die Hauptburg anschließt und von zwei der insgesamt drei Wehrtürme flankiert wird, liegt zwischen dem Ravelin am Südtor und der Hauptburg der Zwinger. Letzterer kann noch in eine Burg- und einen Hafenzwinger untergliedert werden, da der größere, östlich des Südtors liegende Zwinger, die Hauptburg vom ummauerten Hafen der Burg trennt. Die Außenmauern des Zwingers sind zwischen 7 und 8 m hoch und haben im Schnitt eine Stärke von 1,3 m. Sie sind von Brustwehren mit flachen sogenannten Guelfenzinnen umgeben. Zwischen dem Ravelin des Südtors und der Hauptburg trennt ein relativ schmaler und mit hohen Mauern umgebener Durchgang die beiden Zwinger ab, die über jeweils einen Durchgang links und rechts zu erreichen sind. Vor der Hauptburg liegt ein zweites Ravelin mit einem Haupt- und Nebendurchgang, die wiederum mit Zugbrücken abgeriegelt werden können.

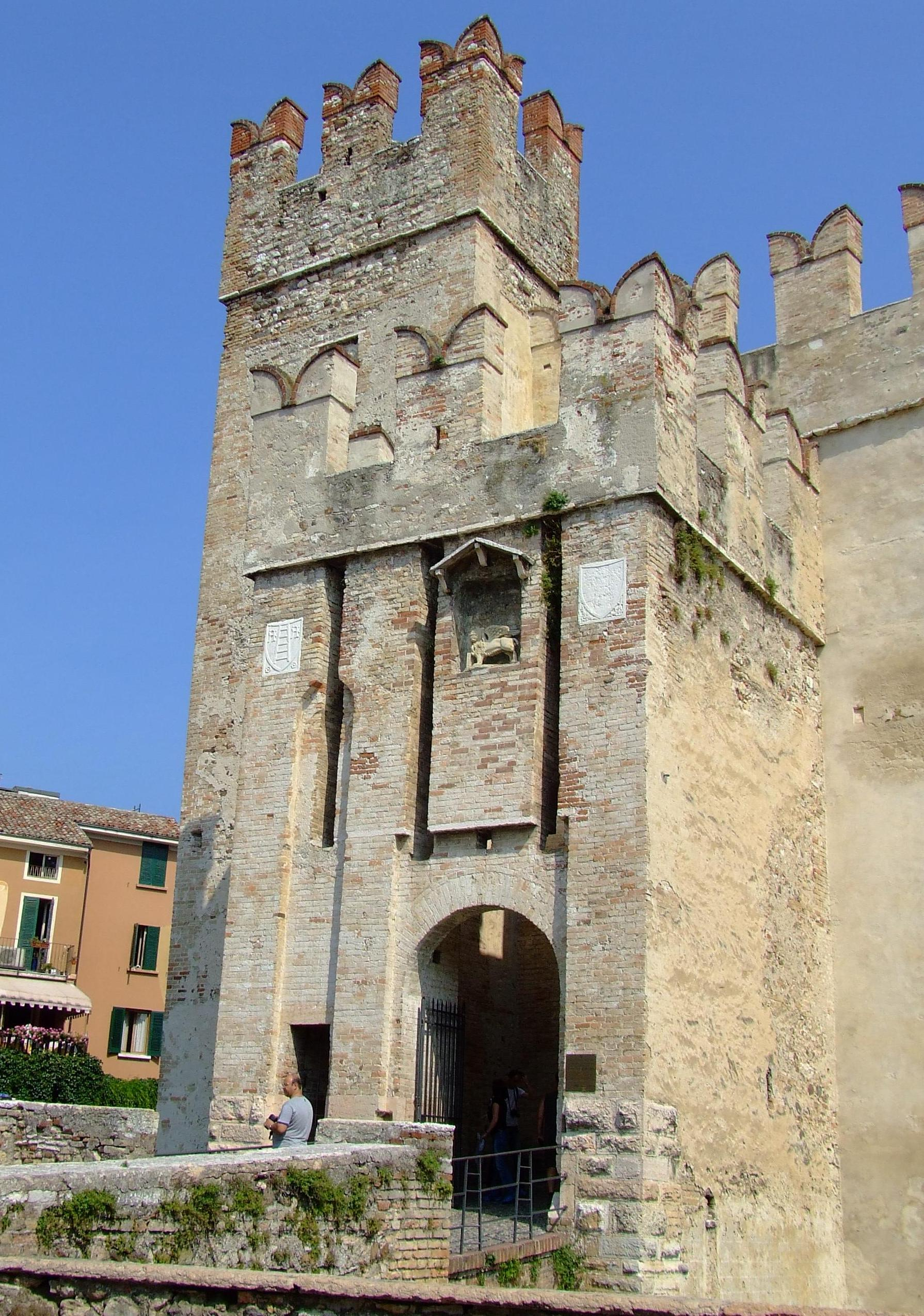
Westliches Burgtor
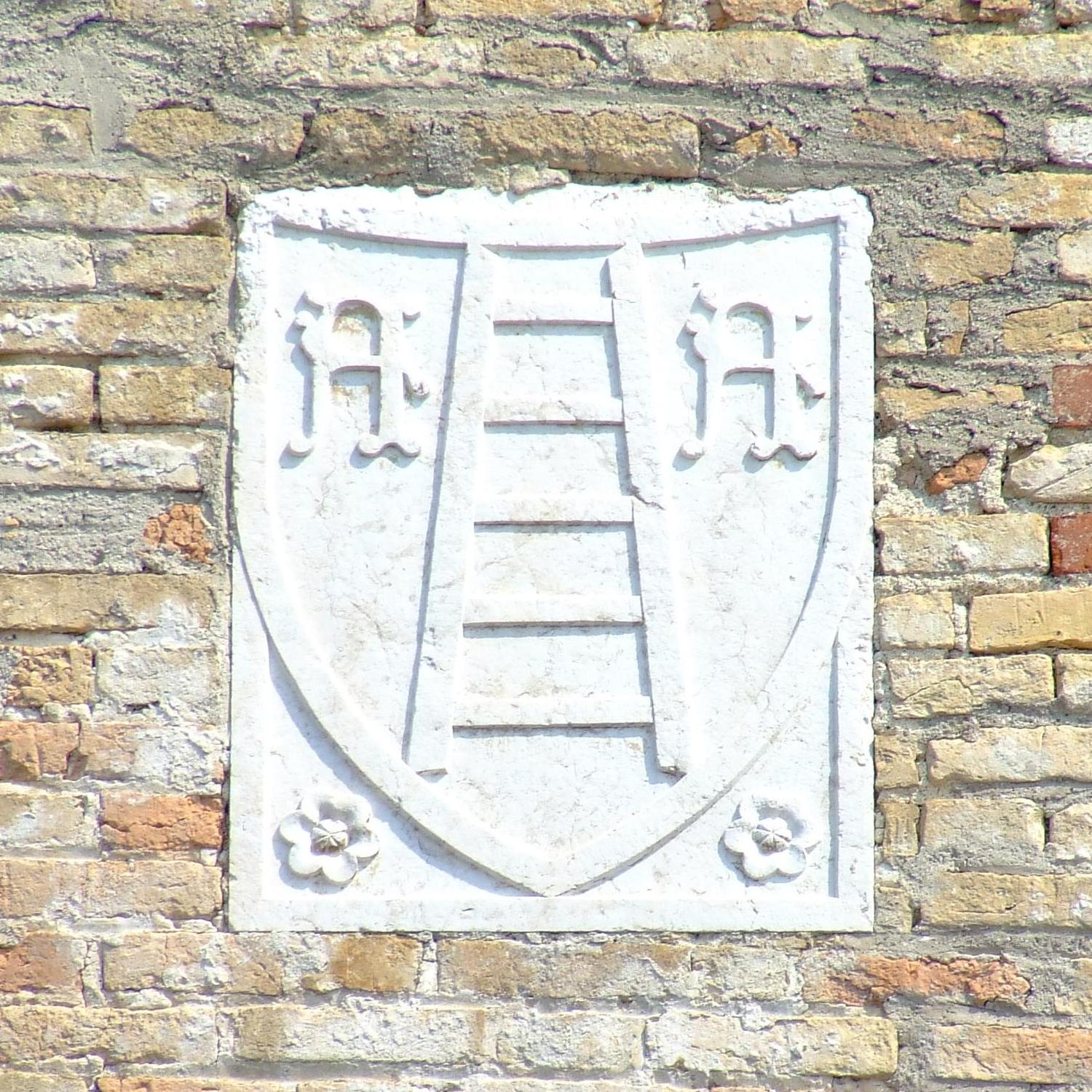
1890 rekonstruiertes Wappen Antonio della Scalas
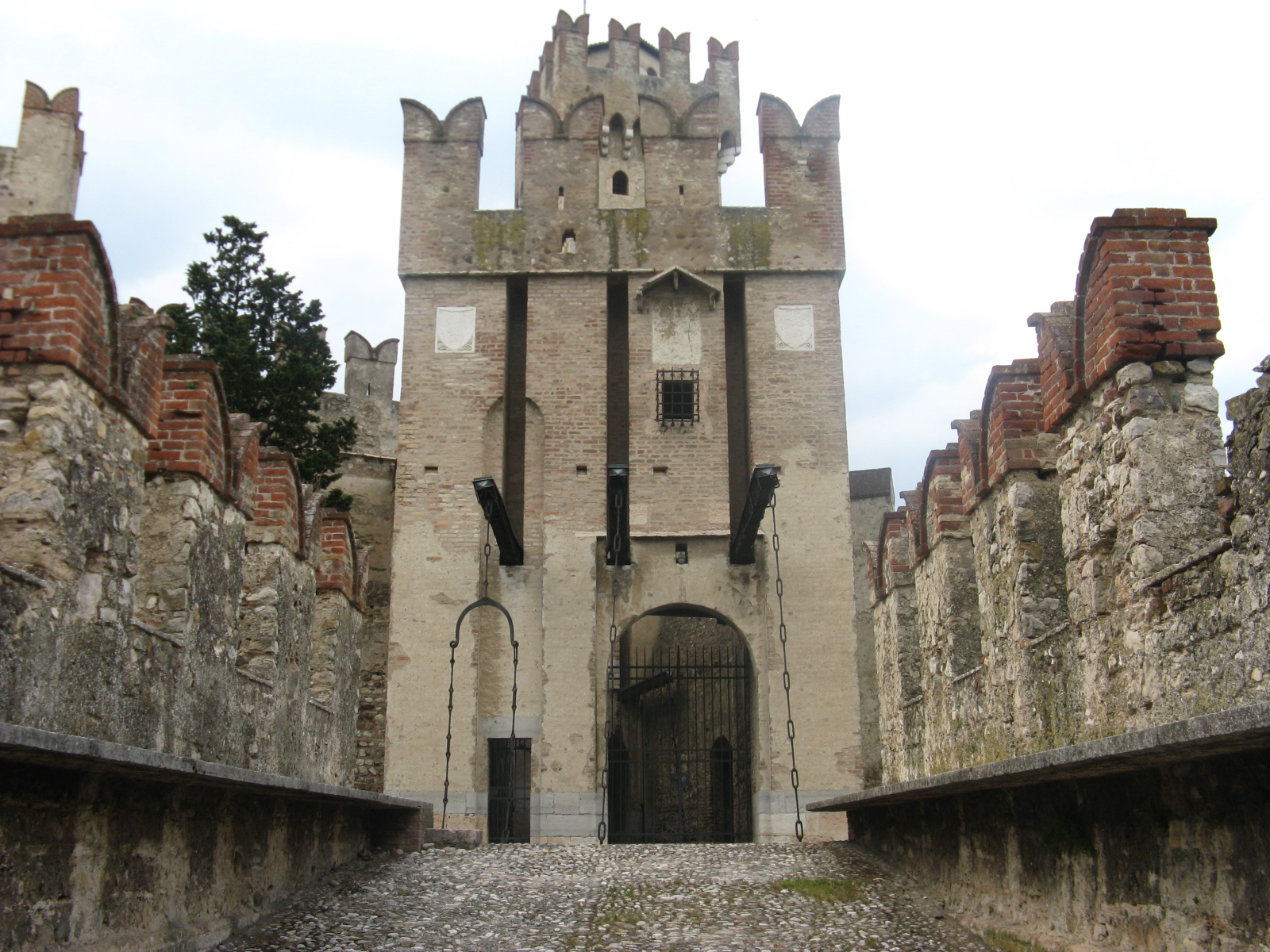
Südliches Burgtor mit Zugbrücke und Zugbrückenvorbau
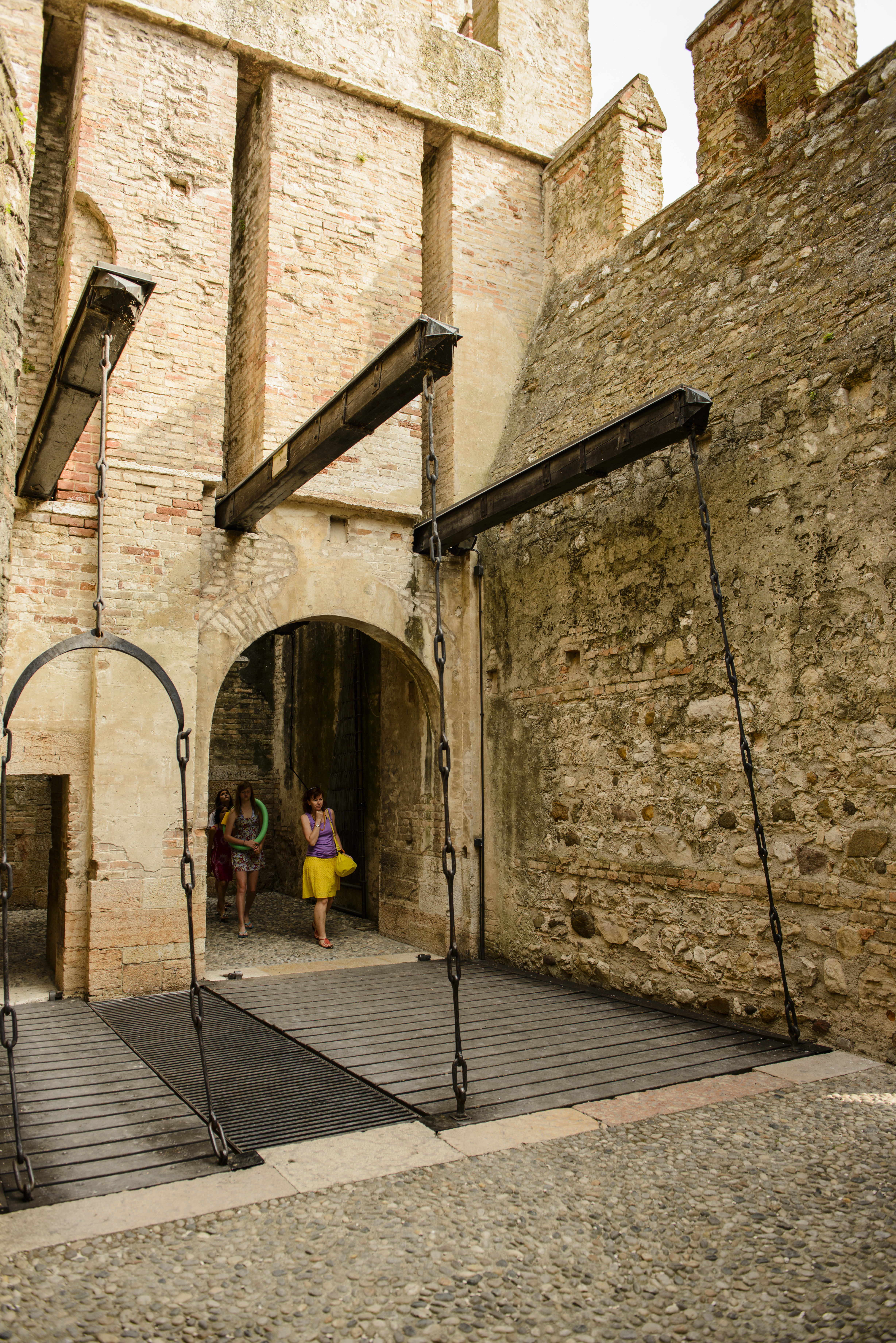
Zugbrücke am inneren Ravelin des Südtors
Westlicher Zwinger mit südlicher Zwingermauer und Durchgang zum Südtor
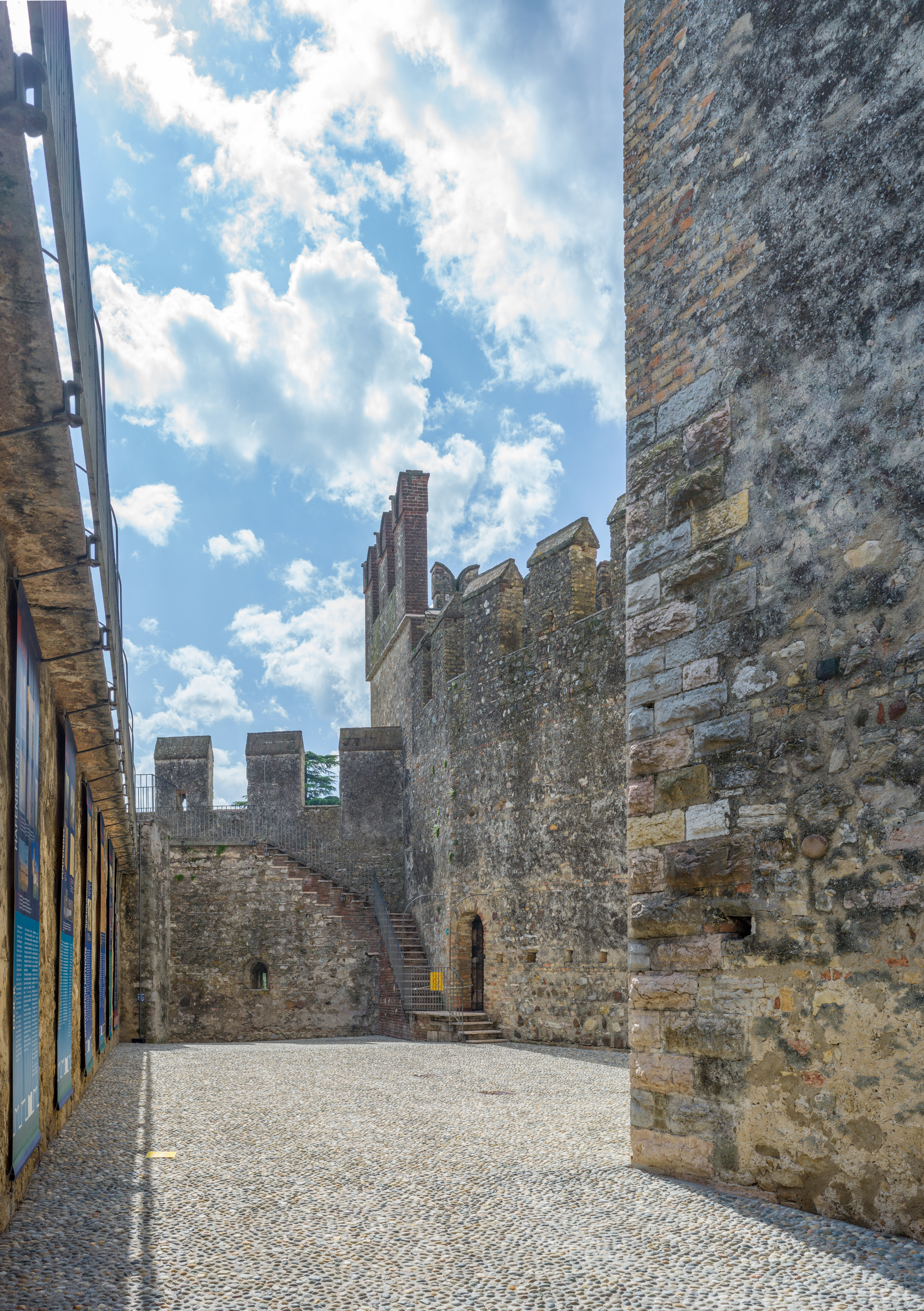
Östlicher Zwinger mit Hafenmauer (links)

### Hauptburg mit Bergfried
Die Hauptburg hat die Form eines Trapezes. Sie grenzt im Westen und Norden direkt an den Wassergraben, während sie an den vermeintlichen Haupteinbruchsseiten im Osten von der See- und im Süden von der Landseite vom Zwinger geschützt wird. Der Innenhof ist 255 m² groß. An der Nordseite liegt der zweistöckige Palas, der als Unterkunft der Burgbesatzung diente, mit dem Treppenaufgang zu den Brustwehren. An drei der vier Ecken der Hauptburg befinden sich die als Schalenturm errichteten 22 m hohen Wehrtürme. Im südöstlichen Eck steht der Bergfried, der nicht an die 17 m hohen Burgmauern angelehnt ist, sondern etwas von diesen absteht. Der Eingang in den 37 m hohen Bergfried liegt auf Höhe der Brustwehren an der Südseite des Turms. Für die Senkrechtverteidigung des Bergfrieds verfügt die Wehrplatte an allen vier Seiten über Maschikulis.
Die Schwalbenschwanzzinnen sind hier 1920 genau so rekonstruiert worden, wie auf der Burgmauer der Hauptburg, den drei Wehrtürmen und den Ravelins. Dass neben den Schwalbenschwanzzinnen, auch als Gibellinenzinnen bezeichnet, auch die flachen Guelfenzinnen verbaut worden sind, deutet weniger auf einen Sympathie- oder Machtwechsel der ehemaligen Bauherren zwischen den Faktionen der Ghibellinen und Guelfen hin, sondern hat vielmehr architektonische Gründe. So sind auf allen hohe Mauern einschließlich der Türme die Schwalbenschwanzzinnen anzutreffen, während die niedrigen Zwingermauern und die Mauern des Hafenbeckens mit den flachen Ghibellinenzinnen aufgestockt sind. Die Koexistenz zwischen beiden Zinnenformen findet sich auch an anderen Scaligerburgen, wie beispielsweise in Lazise.
Im Innenhof befindet sich an der Südseite der Burgbrunnen. Neben dem Brunnen ein zugemauerter Zugang zum Zwinger, der im 19. Jahrhundert geschaffen und 1922 wieder zugemauert wurde. Links neben dem Bergfried unterhalb des Treppenaufgangs befindet sich der Zugang zum nicht zugänglichen Burgkeller.

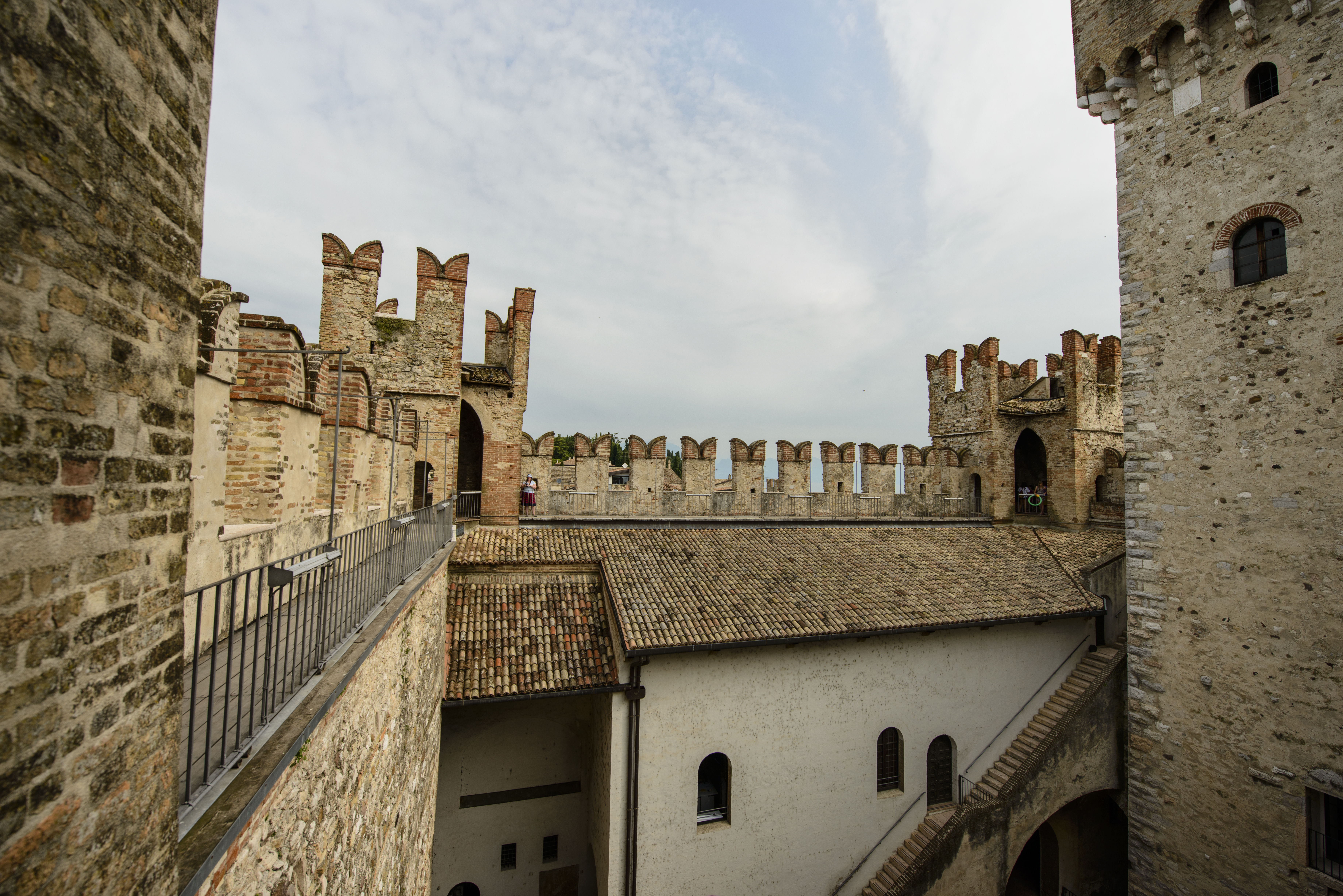
Unterkunft der Wachmannschaft im Innenhof mit Brustwehren und Bergfried
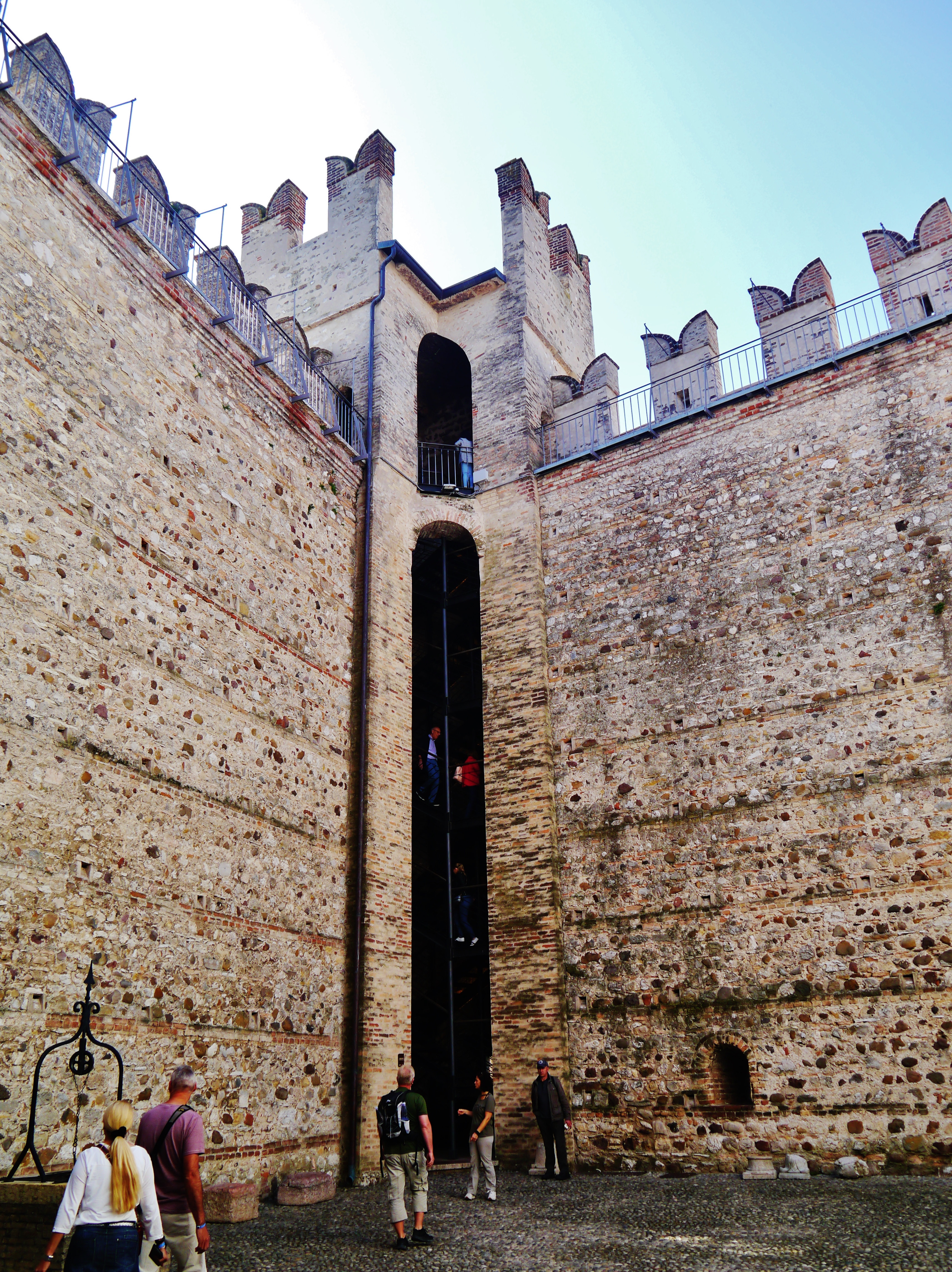
Südwestliche Wehrturm mit Burgbrunnen
Bergfried
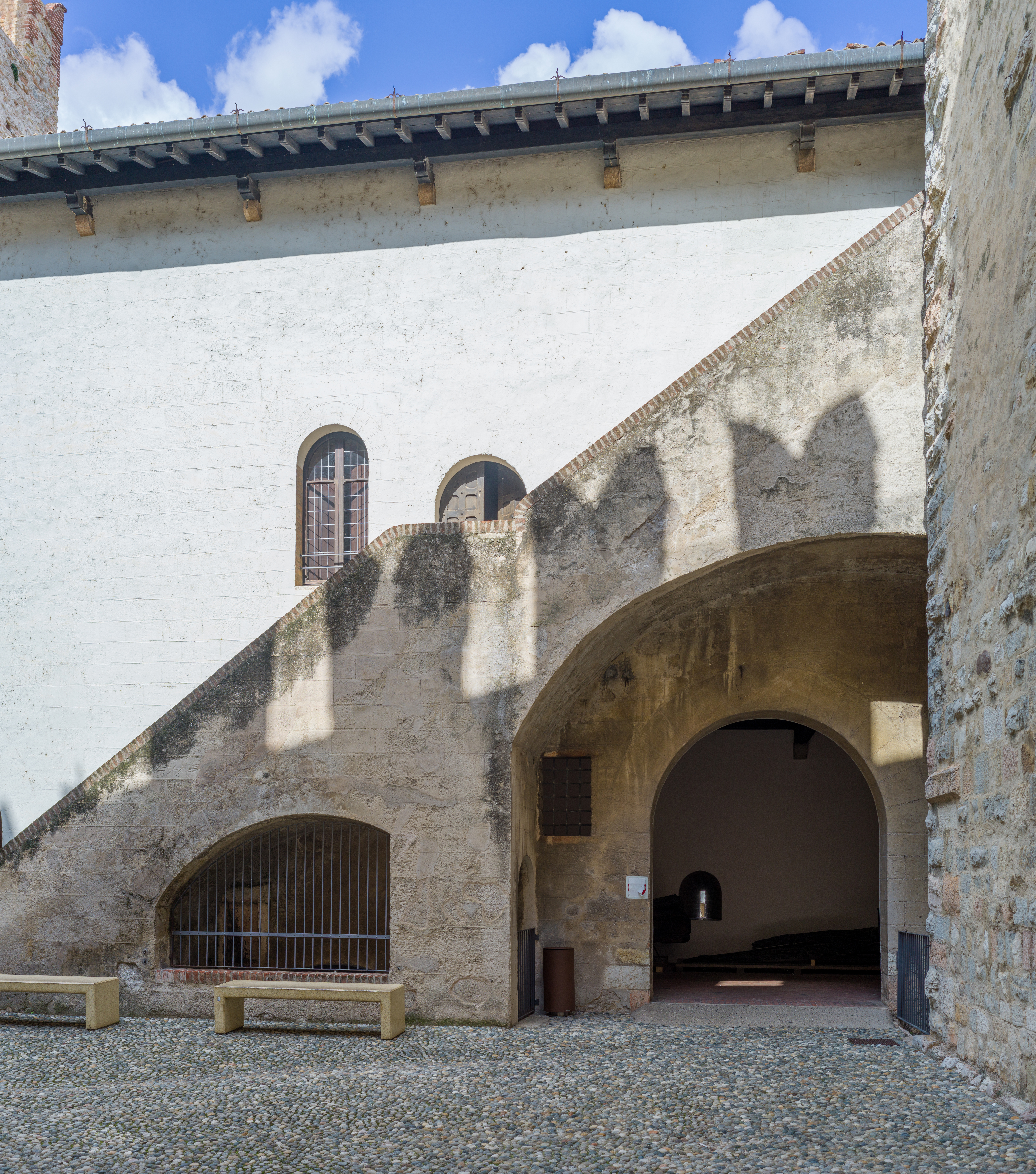
Innenhof Hauptburg
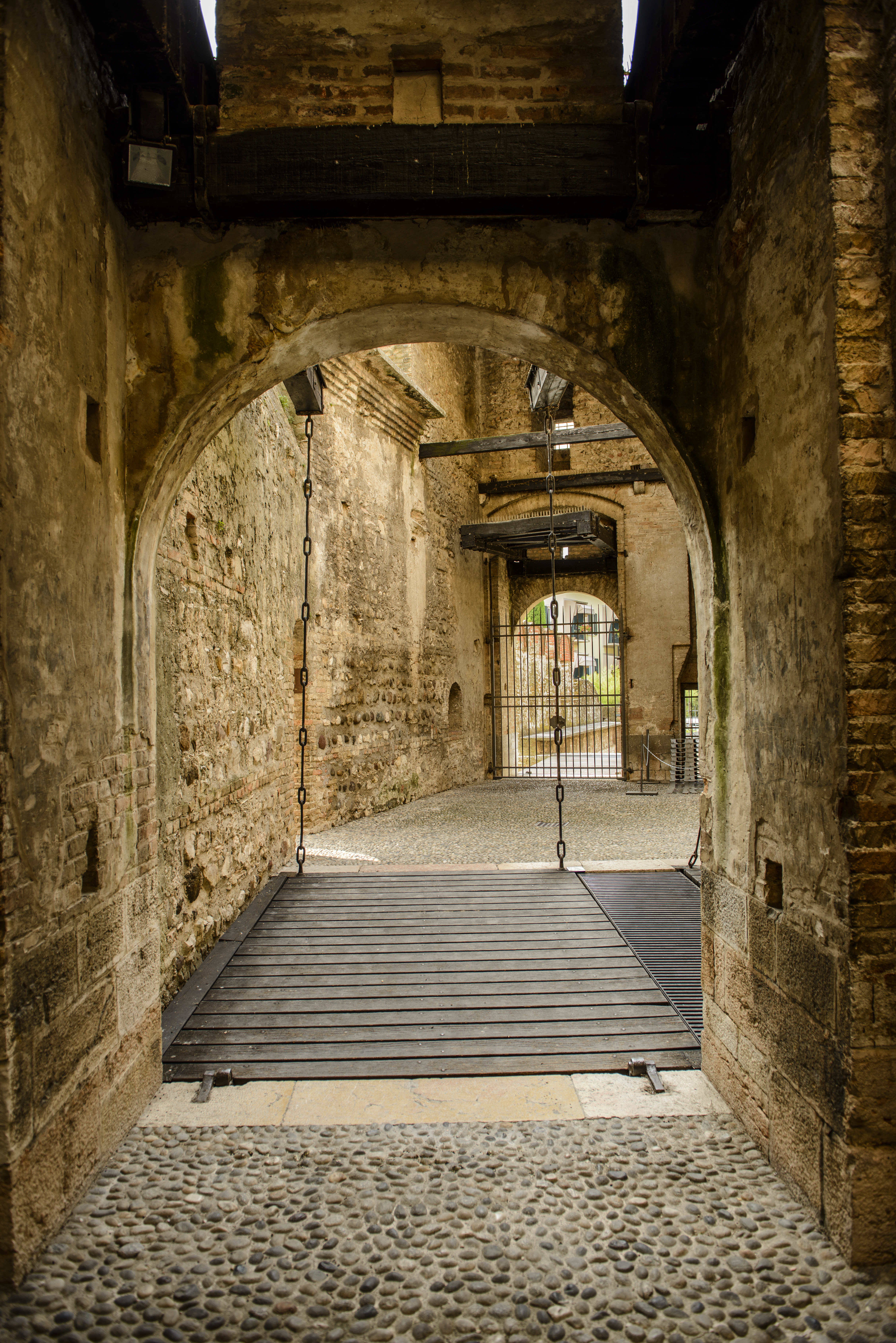
Durchgang zum Zwinger und zum Südtor
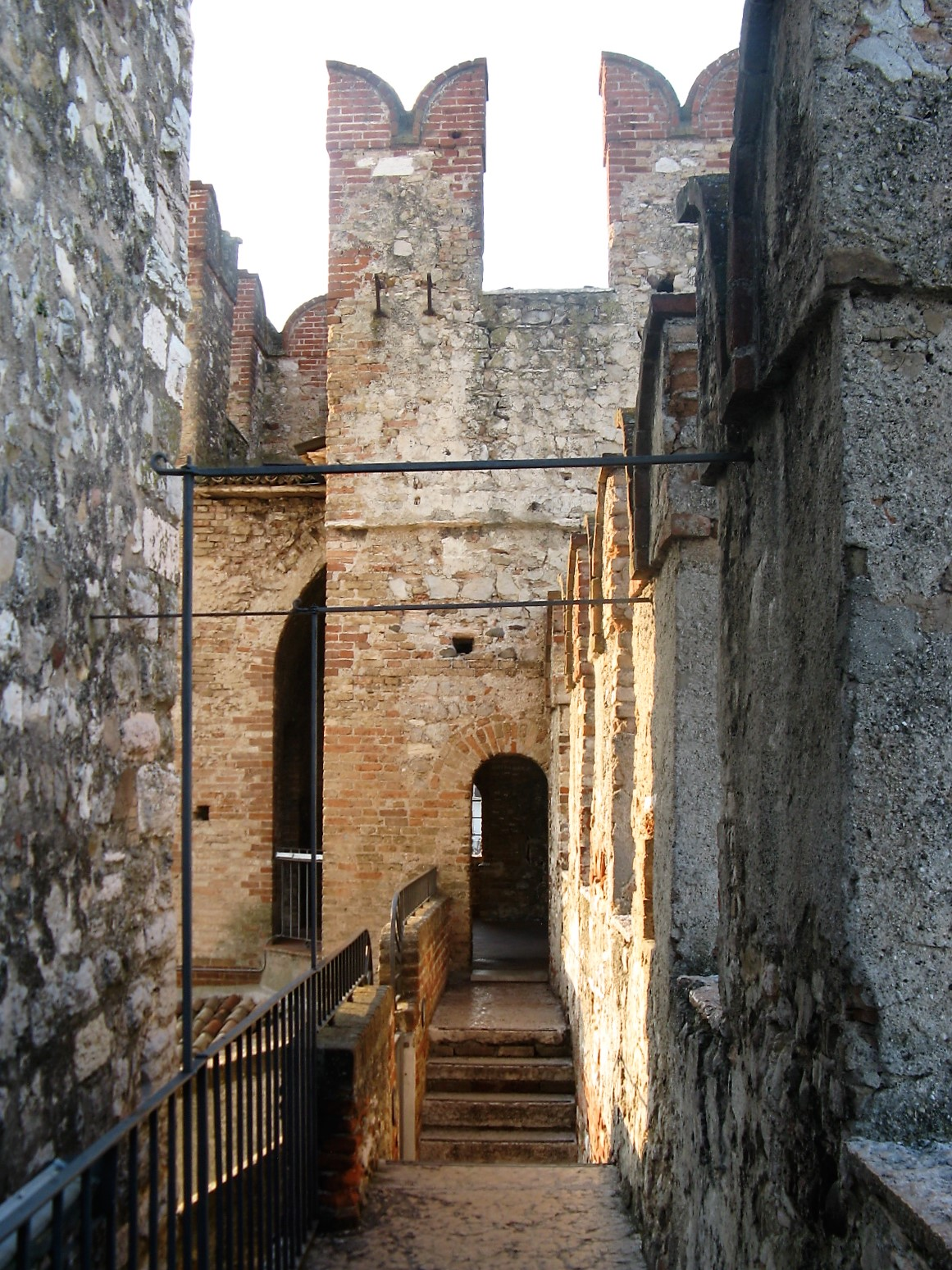
Brustwehr zwischen Bergfried (links) und Burgmauer

### Hafen
Der Hafen der Burg hat einen trapezförmigen Grundriss und ist 2050 m² groß. Er ist ein in Italien einzigartiges Beispiel für einen im Mittelalter entstandenen militärisch genutzten Hafen, der in seiner ursprünglichen Form erhalten geblieben ist. Der bau- und in etwa zeitgleich errichtete Hafen der Scaligerburg in Lazise ist dagegen nur noch in Teilen als solcher zu erkennen. Unklar ist, wie der Hafen entstanden ist. Entweder wurde das Becken ausgegraben und dann geflutet oder der Bereich lag bereits im Wasser und Mauern und Türme wurde in Pfahlbauweise errichtet. Archäologische Sondierungen konnten bislang keinen Aufschluss darüber geben.
Der Hafen ist mit dem östlichen der beiden Zwinger mit der Hauptburg verbunden. Zwei getrennte Durchgänge vom Zwinger führen jeweils zur nördlichen und südlichen Hafenmauer. Die 8 m hohen und 90 cm starken Hafenmauern können auf drei Seiten auf Brustwehren oder auf den auf Seehöhe gelegenen Anlegestellen begangen werden. Lediglich die am Zwinger gelegene Westseite ist nicht begehbar. Ob dies auf eine später erfolgte bauliche Veränderung zurückzuführen ist oder bereits von Anfang so geplant war, lässt sich nicht sagen. Die 9 m breite Hafenöffnung liegt am südwestlichen Eckpunkt und ist durch einen Wehrturm geschützt. Letzterer ist der einzige Turm der gesamten Burg, der nicht als Schalenturm errichtet wurde. Weitere Türme zum Schutz des Hafens befinden sich am nordwestlichen Eck sowie in der Mitte der nördlichen und südlichen Hafenmauer. Die flachen Guelfenzinnen auf den Kurtinen weisen zum Teil Schießscharten für Bogenschützen auf.
Der Hafen hat im Laufe der Jahrhunderte keine größeren baulichen Veränderungen erfahren, verlandete allerdings und wurde 1919 wieder freigelegt. Im 20. Jahrhundert wurde er mehrmals restauriert. Seit 2018 ist er auch für Besucher wieder geöffnet und kann im Rahmen der Burgbesichtigung besichtigt werden.

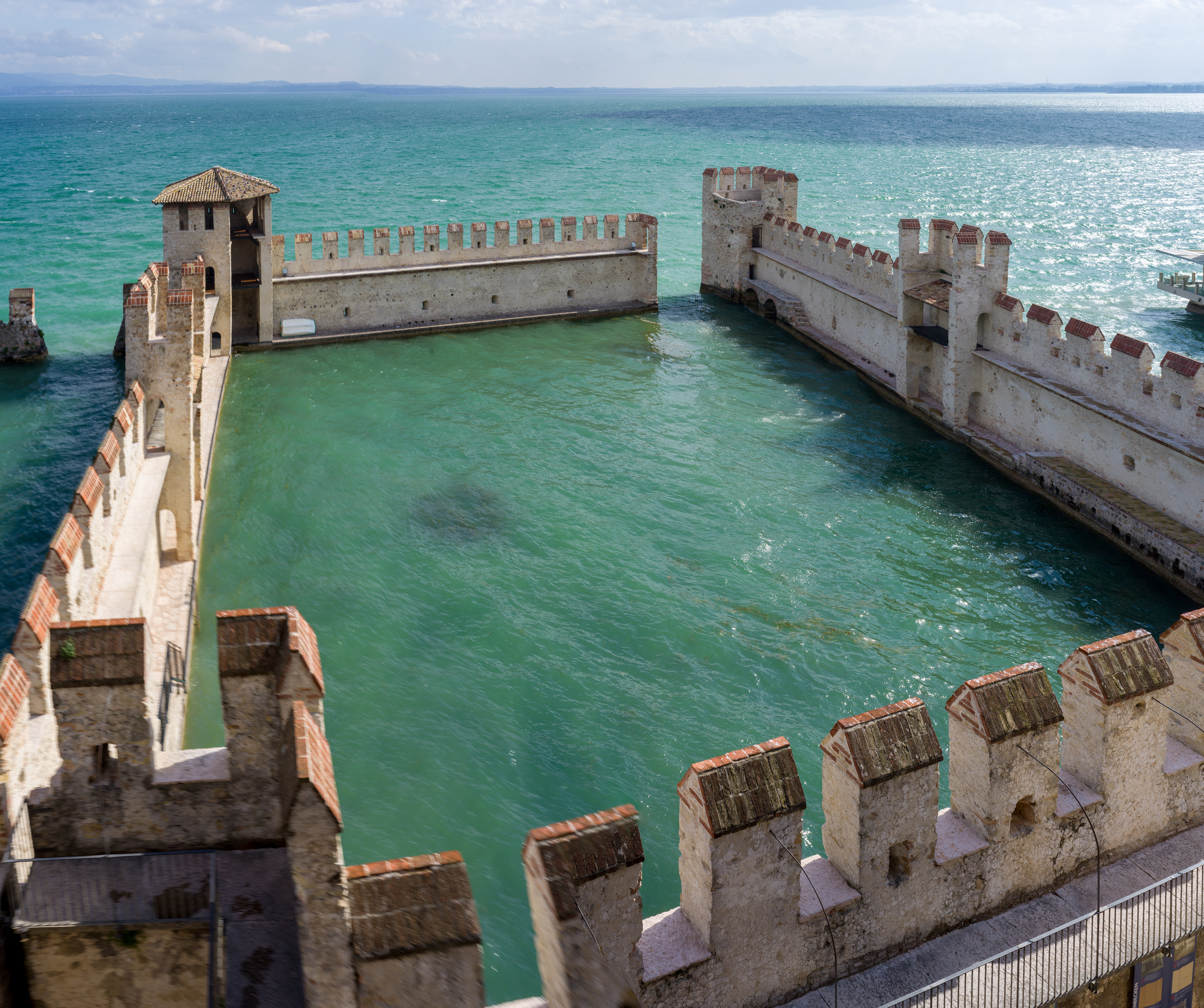
Hafenbecken der Burg mit flachen Guelfenzinnen
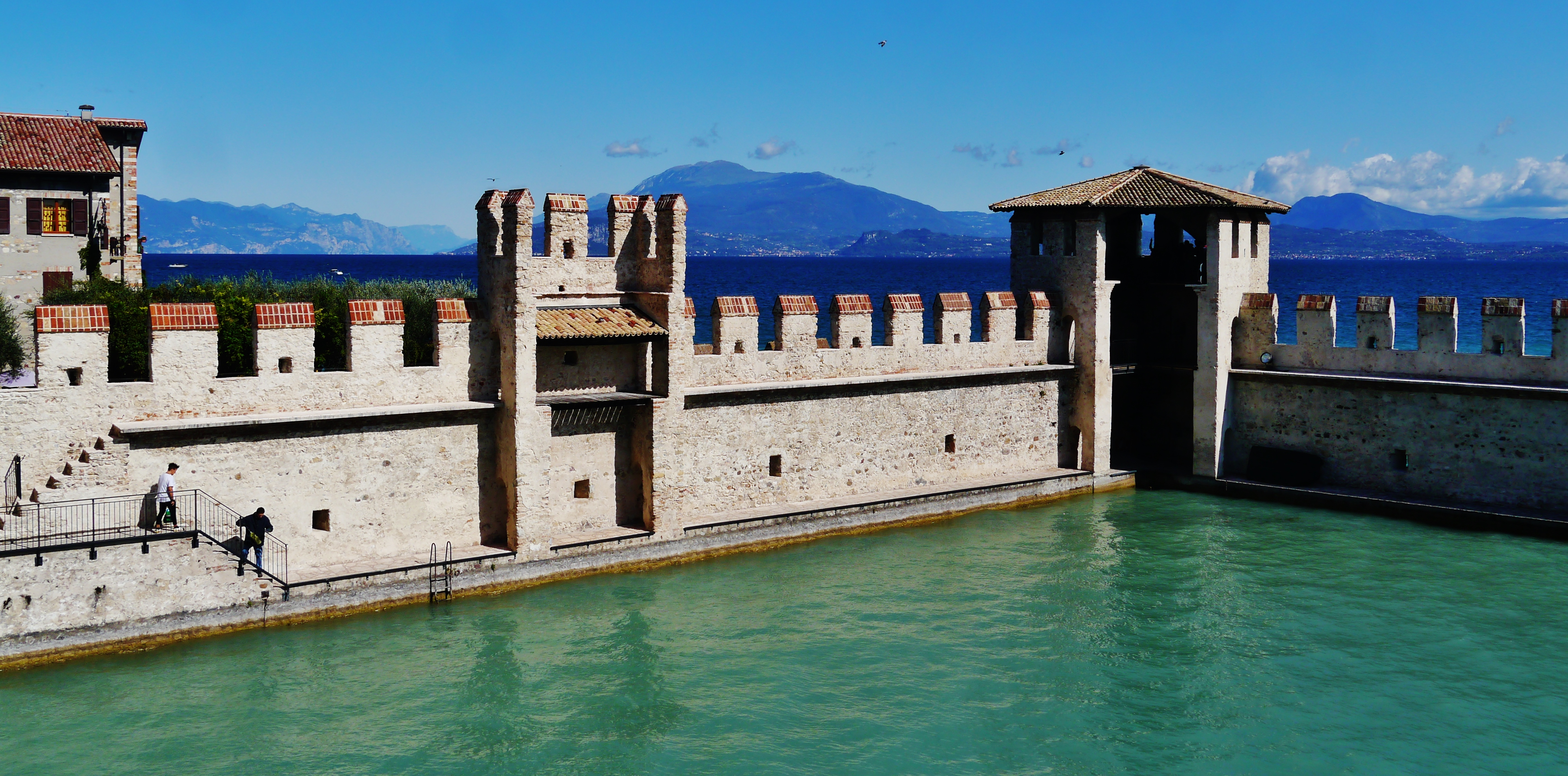
Nördliche Hafenmauer mit Nordturm, im Hintergrund der Monte Baldo
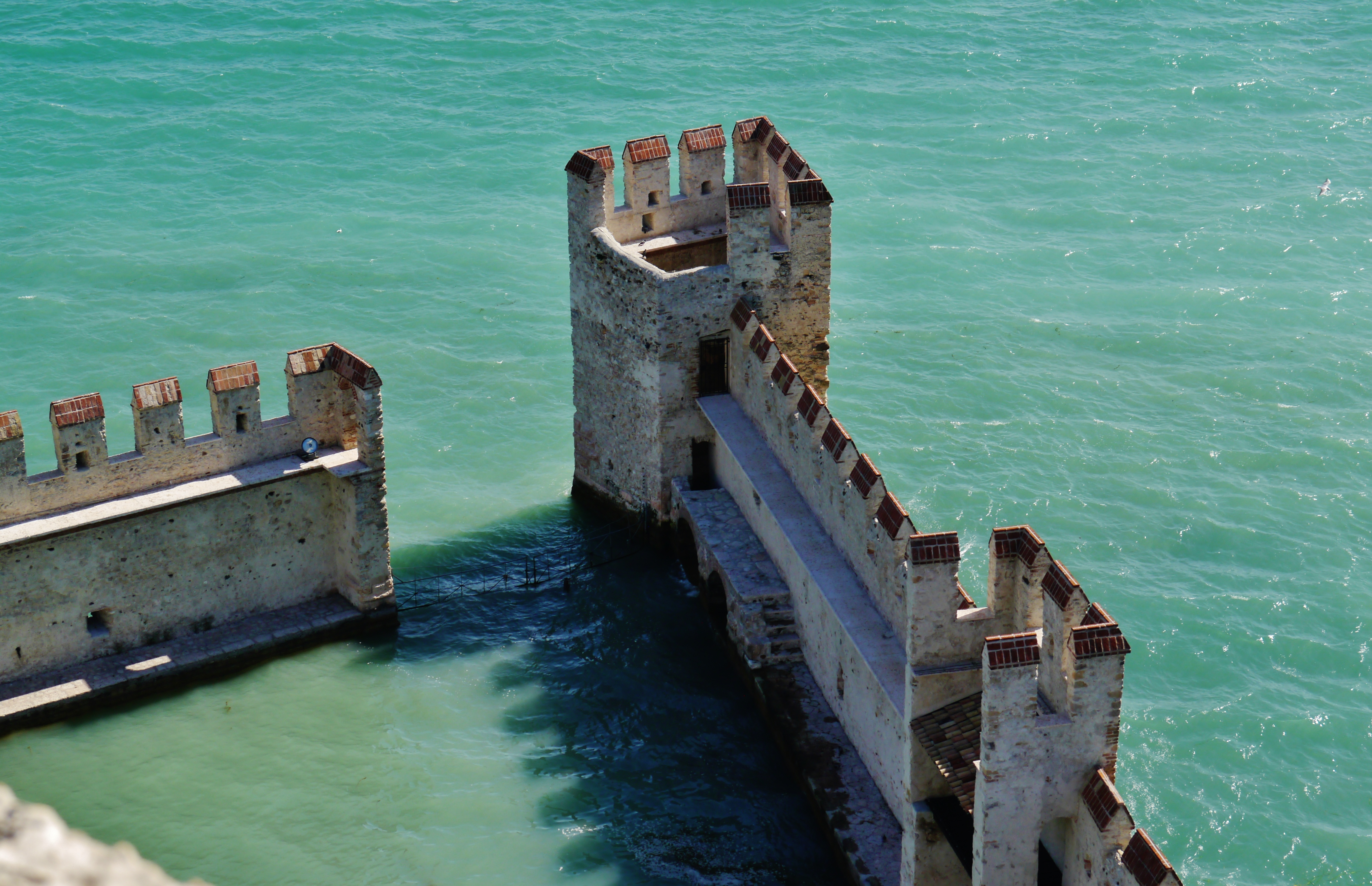
Hafeneinfahrt und Südturm
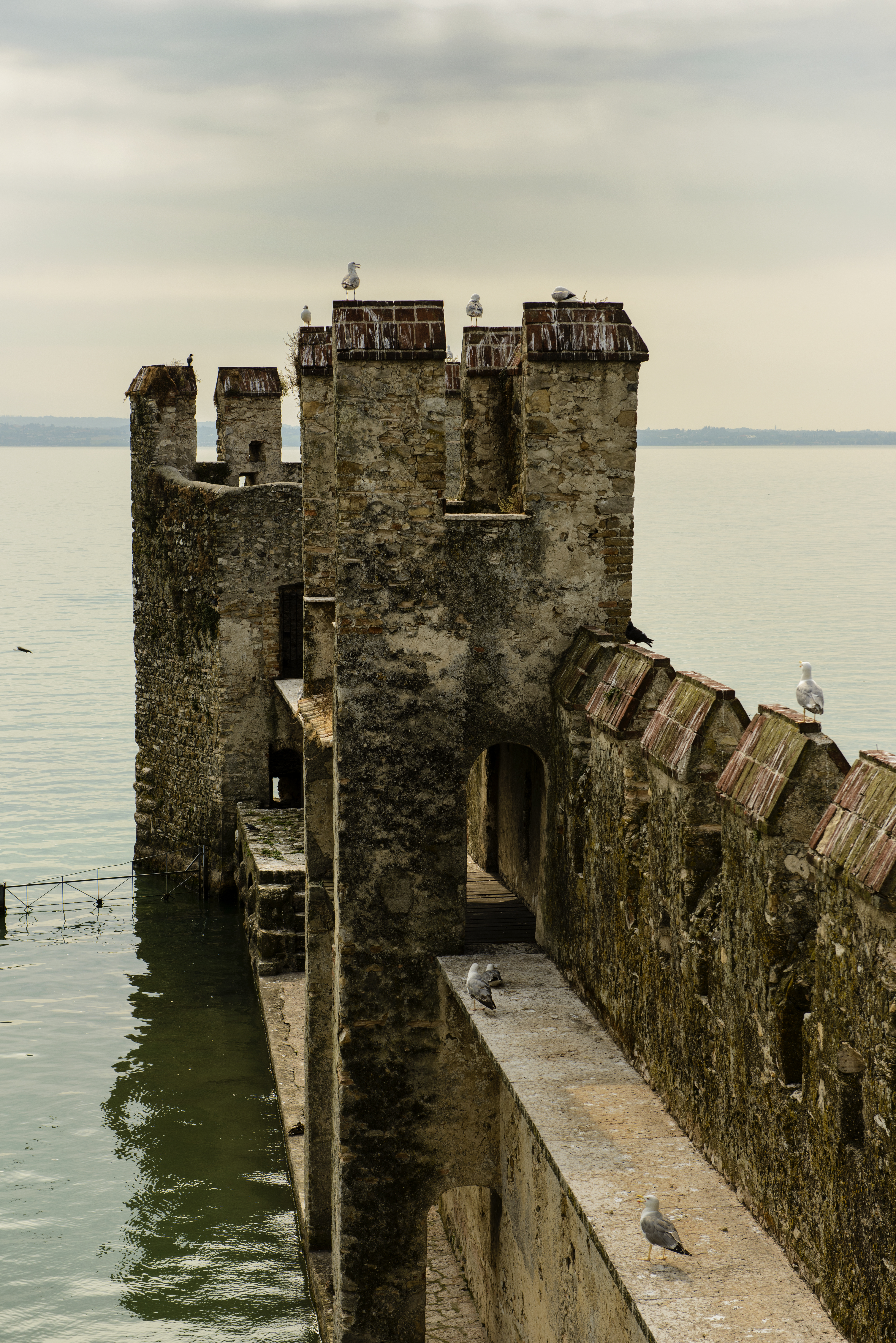
Brustwehr an der südlichen Hafenmauer